# فرانسوا غارد
فرانسوا جارد (مواليد 1959م في لو كانيه، ألب ماريتيم)، هو كاتب فرنسي ومسؤول رفيع المستوى.
فرانسوا جارد كاتب فرنسي ولد عام 1959م في كاني. وهو من كبار الموظفين الفرنسيين، تولى منصب السكرتير العام في حكومة كاليدونيا الجديدة وهو الآن مساعد رئيس المحكمة الإدارية في ديجون، يقيم في باسي في سافواي التي تهبه الإلهام والوقت للكتابة. حازت روايته الأولى «ماذا جرى للمتوحش الأبيض» المستوحاة من قصة حقيقية على ثمانية جوائز عالمية من بينها جائزة غونكور للرواية الأولى لعام 2012.

## من مؤلفاته المترجمة للعربية
- رواية: «ماذا جرى للوحش الأبيض».
- رواية: «الأكاليل الثلاثة».

## روابط خارجية
- فرانسوا غارد على فرانس إنتر
- شارك مع فرانسوا غارد في La Cause littéraire
- فرانسوا غارد عن ثقافة فرنسا